# Хартман (Арканзас)
Хартман (енгл. Hartman) град је у америчкој савезној држави Арканзас.

## Демографија
По попису из 2010. године број становника је 519, што је 77 (-12,9%) становника мање него 2000. године.
| Група             | 2000.       | 2010.       |
| Белци             | 579 (97,1%) | 491 (94,6%) |
| Афроамериканци    | 0 (0,0%)    | 1 (0,2%)    |
| Азијати           | 0 (0,0%)    | 3 (0,6%)    |
| Хиспаноамериканци | 10 (1,7%)   | 18 (3,5%)   |
| Укупно            | 596         | 519         |